# Kanton Neuilly-le-Réal
Kanton Neuilly-le-Réal (fr. Canton de Neuilly-le-Réal) je francouzský kanton v departementu Allier v regionu Auvergne. Tvoří ho devět obcí.

## Obce kantonu
- Bessay-sur-Allier
- Chapeau
- La Ferté-Hauterive
- Gouise
- Mercy
- Montbeugny
- Neuilly-le-Réal
- Saint-Gérand-de-Vaux
- Saint-Voir